# Jurupari
Jurupari är i mytologin i Mato Grossoområdet i Brasilien stränga andar som upprätthåller seder och bruk.